# Alice Arnold

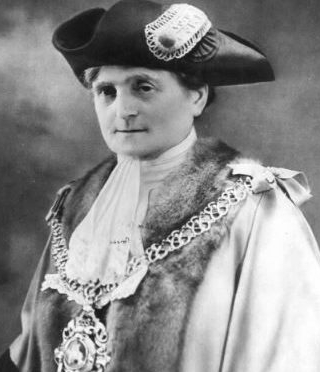
Alice Arnold, 1937

 Alice Arnold  (* 19. Januar 1881 in Coventry, England; † 1955) war eine britische Sozialistin und Politikerin. Sie war eine der ersten Frauen im Stadtrat und die erste Bürgermeisterin in Coventry.

## Leben und Werk
Arnold wurde im Coventry Workhouse als eines von vier Kindern von Caroline und Samuel Arnold geboren. Ihre Mutter und drei Geschwister waren am 23. November 1880 ins Arbeitshaus aufgenommen und am 19. Februar 1882 entlassen worden. Ab dem elften Lebensjahr arbeitete sie in Fabriken. Sie wollte aufgrund ihrer Erfahrungen das Leben der Menschen in ihrer Gemeinde verbessern und wurde Organisatorin der Arbeitergewerkschaft.
1909 engagierte sie sich in der 1884 gegründeten Social Democratic Federation (SDF), die sich für den Aufbau einer sozialistischen Gesellschaft einsetzte. Sie war die Sekretärin des SDF-Frauenkreises von Coventry. Gleichzeitig engagierte sie sich in der Gewerkschaftsbewegung und war zu Beginn des Ersten Weltkriegs Mitglied der Arbeitergewerkschaft. Sie wurde Vertrauensmann in der Fabrik, in der sie arbeitete, die wie so viele Firmen der Stadt auf Kriegsproduktion umgestellt hatte. 1917 wurde sie hauptberuflich als bezahlte Organisatorin der Arbeitergewerkschaft tätig und konnte ihren Fabrikjob aufgeben, um sich ganz auf ihre Arbeit in der Arbeiterbewegung zu konzentrieren. Sie stellte sicher, dass die Arbeitgeber den korrekten Lohn zahlten und die Arbeitnehmer vor den Gefahren bei der Munitionsproduktion geschützt wurden.
1919 wurde sie zusammen mit Ellen Hughes als eine der ersten beiden weiblichen Stadträtinnen in Coventry gewählt und war 36 Jahre lang im Stadtrat tätig. 1937 wurde sie die erste weibliche Bürgermeisterin der Stadt.
Im Oktober 1938 führte sie einen Protest an, der in einem Sonderzug mehr als 100 Menschen von Coventry nach London brachte. Die Delegation übergab dem Innenministerium eine von 60.000 Bürgern Coventrys (zwei Drittel der Wählerschaft der Stadt) unterzeichnete Petition, die eine gerechtere und friedlichere Gesellschaft forderte.